# Bajacalifornia
Bajacalifornia is een geslacht van straalvinnige vissen uit de familie van gladkopvissen (Alepocephalidae). Het geslacht is voor het eerst wetenschappelijk beschreven in 1925 door Townsend & Nichols.

## Soorten
- Bajacalifornia aequatoris Miya & Markle, 1993
- Bajacalifornia arcylepis Markle & Krefft, 1985
- Bajacalifornia burragei Townsend & Nichols, 1925
- Bajacalifornia calcarata (Weber, 1913)
- Bajacalifornia erimoensis Amaoka & Abe, 1977
- Bajacalifornia megalops (Lütken, 1898)
- Bajacalifornia microstoma Sazonov, 1988